# بين مور (ممثل)
بين مور (بالإنجليزية: Ben Moor)‏ هو كاتب وممثل بريطاني، ولد في 8 فبراير 1969 في ويمبلدون في المملكة المتحدة.

## أعمال

### أفلام
- (2011) الفرسان الثلاثة
- (2016) دعوة الوحش[2]

## وصلات خارجية
- الموقع الرسمي
- بين مور على موقع IMDb (الإنجليزية)
- بين مور على موقع ميوزك برينز (الإنجليزية)
- بين مور على موقع قاعدة بيانات الفيلم (الإنجليزية)